# Lactona

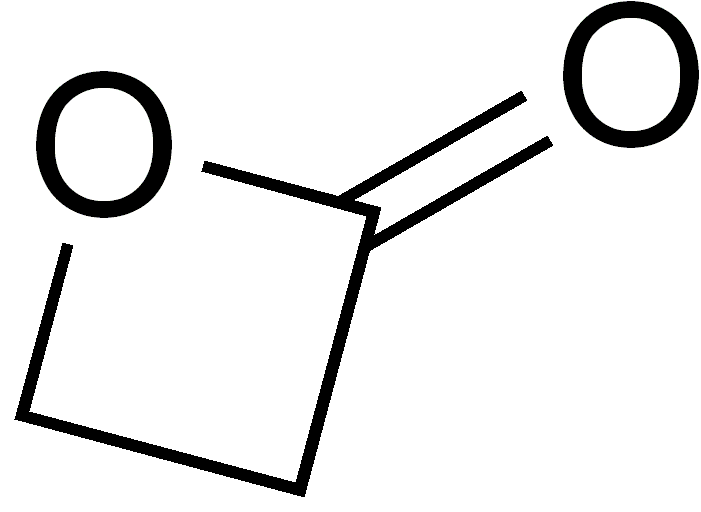
β-propiolactona, formada do ácido β-hidroxipropiônico

Uma lactona é um éster cíclico da química orgânica. É o produto de condensação de um grupo funcional álcool e um grupo ácido carboxílico na mesma molécula (um hidroxiácido). As mais estáveis estruturas para lactonas são lactonas de 5 membros (gama-lactonas) e lactonas 6 membros (delta-lactonas), por causa da mínima tensão na estrutura dos compostos. Gama-lactonas são tão estáveis que, em presença de ácidos diluídos à temperatura ambiente, ácidos 4-hidróxi (R-CH(OH)-(CH2)2-COOH) imediatamente passam por esterificação e ciclização espontâneas a lactonas. Beta-lactones existem, mas podem ser produzidas apenas por métodos especiais.

## Etimologia
O nome lactona deriva do composto em anel chamado lactídeo, o qual é formado pela desidratação do ácido 2-hidroxipropanóico (ácido lático) CH3-CH(OH)-COOH. Ácido lático, por sua vez, deriva seu nome de sua original obtenção do soro do leite (latim: lac, lactis). Uma desidratação interna da mesma molécula de ácido lático produziria uma lactona de 3 membros a qual é instável.

## Nomenclatura

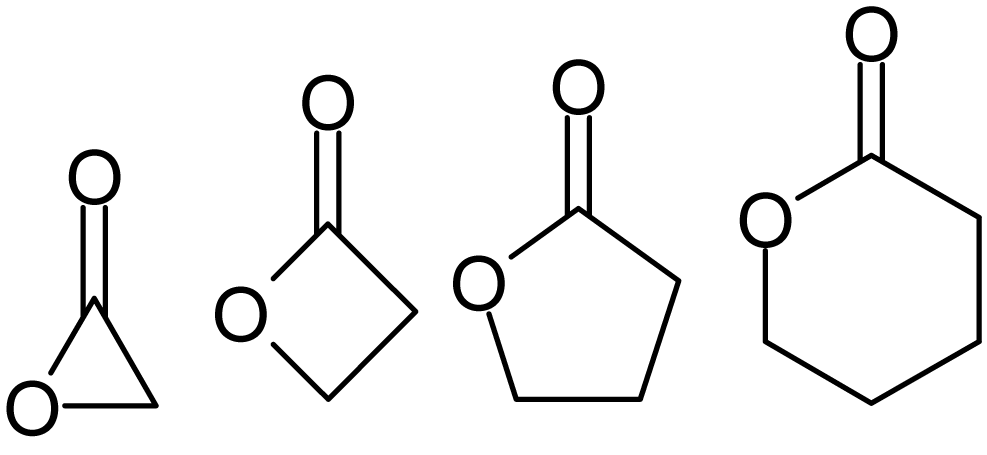
α-, β-, γ-, δ-Lactonas

Lactonas são nomeadas por referenciar-se os átomos de carbono na cadeia dos compostos precursores das lactonas. O primeiro átomo de carbono no grupo -COOH no composto relacionado é referenciado como alfa, o segundo será referenciado como beta e assim por diante. A lactona formada irá ser nomeada após o átomo de carbono que é conectado ao grupo - OH (hidróxi) com que o grupo -COOH reage, e isto irá determinar o prefixo da lactona. Os prefixos também indicam o tamanho do anel: beta-lactona (anel de 4 membros), gama-lactona (5 membros), delta-lactona (6-membros).